# Stade Linité
Stade Linité je višenamjenski stadion u glavnom sejšelskom gradu Victoriji. Većinom se koristi za nogometne utakmice. Stadion je izgrađen 1992. godine te ima kapacitet od 10.000 mjesta. Stadion je u veljači 2007. dobio treću generaciju terena s umjetnom travnjakom, u sklopu FIFA-inog razvojnog programa "pobjeda u Africi s Afrikom".
Stade Linité je dom nogometnoj reprezentaciji Sejšela.

## Vanjske poveznice
- Jeux des Iles : une cérémonie d’ouverture intense en émotion  Arhivirana inačica izvorne stranice od 24. rujna 2013. (Wayback Machine)